# Prunus debilis
Prunus debilis es una especie de planta del género Prunus, perteneciente a la familia Rosaceae.

## Taxonomía
Prunus debilis fue descrita por Bernhard Adalbert Emil Koehne en 1915.

## Distribución
Se encuentra en el territorio de Bolivia, Colombia, Ecuador, Perú y Venezuela.